# Macrobrachium pilimanus
Macrobrachium pilimanus is een garnalensoort uit de familie van de Palaemonidae. De wetenschappelijke naam van de soort is voor het eerst geldig gepubliceerd in 1879 door De Man.